# Fox Trot
Fox Trot é uma tira de banda desenhada criada em 1988 pelo cartonista americano Bill Amend. 
Ao contrário do que acontece nos Estados Unidos onde aparece diariamente em jornais e depois em livros, em Portugal aparece unicamente em livro pela Gradiva Publicações, onde é traduzida por Gonçalo Terra. 
A banda desenhada centra-se numa típica família Americana de classe média: pai, mãe, filho e filha adolescentes e filho mais novo, com 10 anos.  

## Personagens

### A Família Fox
- Andy Fox
- Jason Fox
- Paige Fox
- Peter Fox
- Roger Fox
- Quincy

### Personagens Recorrentes
- Marcus Jones, o melhor amigo de Jason, e a personagem que aparece mais frequentemente fora da família. Marcus tem quatro irmãs, mas estas nunca apareceram.
- Eileen Jacobson, colega de Jason e Marcus na escola.
- Nicole, a melhor amiga de Paige.
- Steve Riley, o melhor amigo de Peter.
- Denise Russo, a namorada de Peter. Denise já não aparece há algum tempo na banda desenhada/
- Miss O'Malley, a professora de Jason, Marcus e Eileen.

### Personagens Ocasionais
- Fred
- J. P. Pembrook

- Morton Goldthwait
- Avó Fox
- Fauntleroy
- Phoebe Wu
- Eugene Wu
- Katie O'Dell
- Homem-Lesma
- Hawkins
- Miss Rockbottom
- Dr. Ting
- Mr. Martini

### Personagens que já não aparecem
- Pierre

## Álbuns

### Álbuns Publicados em Portugal
Apresentam-se os títulos das traduções portuguesas, com os títulos e as datas de publicação originais e data de publicação em Portugal entre parentesís.
- Fox Trot (Foxtrot, 1989, 1998)
- Isto é um Assalto! (Pass the Loot, 1990, 1999)
- O Ataque do Pistoleiro Negro (Black Bart Says Draw, 1991, 1999)
- O Desporto Faz Bem à Saúde? (Eight Yards Down and Out, 1992, 1999)
- O Ar Revigorante das Montanhas-Russas (Bury My Heart at Fun-Fun Mountain, 1993, 2000)
- Bem Vindos ao Vale dos Cactos (Say Hello to Cactus Flats, 1993, 2000)
- Que a Força Esteja Connosco, Por Favor! (May The Force Be With Us, Please, 1994, 2000)
- Leva-nos ao Centro Comercial (Take Us To Your Mall,1995, 2001)
- O Regresso da Iguana Solitária (The Return of the Lone Iguana, 1996, 2001)
- Aqui Pelo Menos Vendem-se T-Shirts (At Least This Place Sells T-Shirts, 1996, 2001)
- Chega Aqui, Roger, Tens um Mosquito no Nariz (Come Closer, Roger, There's a Mosquito on Your Nose, 1997, 2001)
- Bem Vindos ao Parque Jassorássico (Welcome to Jasorassic Park, 1998, 2002)
- Estou a Voar, Jack... Quero Dizer, Roger (I'm Flying, Jack ...I Mean, Roger, 1999, 2002)
- Que Ternura de Computador (Think iFruity, 2000, 2002)
- Terror na Visita de Estudo (Death By Field Trip, 2001, 2003)
- Elementar, Meu Caro Marcus (Encyclopedias Brown and White, 2001, 2004)
- O Meu Nome é Fox, Roger Fox! (His Code Name Was The Fox, 2002, 2004)
- A Tua Mãe Acha que as Raízes Quadradas são Vegetais (Your Momma Thinks Square Roots are Vegetables, 2003, 2005)
- Vai uma Batucada Rapazes (Who's up for some bonding, 2003, 2006)
- Sou um Mutante ou Quê? (Am I a Mutant, or What!, 2004)
- O Orlando Bloom Estragou Tudo! (Orlando Bloom Has Ruined Everything, 2005)

### Álbuns por Publicar em Portugal
- My Hot Dog Went Out, Can I Have Another?, 2005
- How Come I'm Always Luigi?, 2006